# Réalité
Réalité és una pel·Lícula de comèdia dramàtica surrealista franco-belga del 2014. escrita i dirigida per Quentin Dupieux. La pel·lícula es va estrenar a la secció Horizons a la 71a Mostra Internacional de Cinema de Venècia el 28 d'agost de 2014. És protagonitzada per Alain Chabat, Jonathan Lambert, Élodie Bouchez, Eric Wareheim, John Glover i Jon Heder.

## Argument
El director Jason Tantra (Alain Chabat) es prepara per dirigir la seva primera pel·lícula de terror. Bob Marshall (Jonathan Lambert), un ric productor, accepta finançar-lo amb la condició que Jason trobi el millor gemec de la història del cinema en 48 hores que sigui digne d'un Oscar... Però la "realitat" perd la seva orientació, els somnis, l'absurd mescla espai-temps en la narració que esdevé un laberint lògic i una mise en abyme que condueix l'espectador a una perplexitat sense fons.

## Repartiment
- Alain Chabat com Jason Tantra
- Jonathan Lambert com a Bob Marshall
- Élodie Bouchez com Alice Tantra
- Kyla Kenedy com a Reality
- Eric Wareheim com a Henri
- John Glover com a Zog
- Jon Heder com a Dennis
- Matt Battaglia com a Mike
- Susan Diol com a Gaby
- Bambadjan Bamba com a Tony
- Patrick Bristow com a Klaus
- Sandra Nelson com a Isabella
- Carol Locatell com a Lucienne
- Erik Passoja com Billie
- Jonathan Spencer com a Blue
- Lola Delon com a ajudant de Zog
- Roxane Mesquida com a presentadora de premis
- Michel Hazanavicius com a presentador del premi
- Brad Greenquist com a Jacques
- Axelle Cummings com la recepcionista
- Brandon Gage com a Serge
- Raevan Lee Hanan com a Luci

Thomas Bangalter, marit de Bouchez i antic membre de Daft Punk, té un cameo a la pel·lícula. Interpreta el pacient a la sala d'espera del dermatòleg.

## Producció

### Música
La banda sonora consta només dels primers cinc minuts de "Music With Changing Parts" de Philip Glass.
| «                 | Aquest tema de Philip Glass data de l'any 1971. Quan l'escoltes, a la pel·lícula, sembla molt senzill però en realitat és una peça de gairebé 1h30 que no para de evolucionar d'una manera subtil. Només faig servir els primers cinc minuts. Podria haver fet una música de Canada Dry que imiti Philip Glass però hauria estat molt menys inspirada. Vaig escoltar tota la discografia de Philip Glass. Buscava la cosa perfecta i me'n vaig enamorar. Donada la seva durada, la idea al principi va ser utilitzar diversos passatges de la cançó, sobretot perquè havíem aconseguit negociar els drets amb les editorials. Però durant el muntatge em vaig adonar que si no tenim la sortida, la pista és incomprensible. Aquesta manera d'utilitzar els primers cinc minuts de la cançó crea una impressió de bucle sense fi, es torna gairebé angoixant. Mai no hi ha clímax, sempre tornem al mateix punt. Vaig arribar a aquesta conclusió molt ràpidament, al plató, fins i tot abans de pensar en Philip Glass. No volia fer una BSO, acompanyar la pel·lícula amb petites intencions musicals com fem habitualment. Necessites una peça musical que no para de tornar. | » |
| — Quentin Dupieux | |   |

## Recepció

### Recepció crítica
A l'agregador de ressenyes Rotten Tomatoes, la pel·lícula té una puntuació d'aprovació del 64% basada en 25 ressenyes, amb una puntuació mitjana de 6,13/10. El lloc de cinema francès AlloCiné  va donar a la pel·lícula una qualificació de 3,6/5 estrelles basada en 32 ressenyes.

### Premis
El 2014 va guanyar el Premi de la Crítica José Luis Guarner al XLVII Festival Internacional de Cinema Fantàstic de Catalunya.